# D-Generation X
 D-Generation X – nieistniejący już tag team w wrestlingu, występujący w federacji World Wrestling Entertainment w latach 1997-2010. W skład teamu wchodziło 2 zapaśników - Triple H oraz Shawn Michaels, a dawniej członkami byli także: Chyna, Rick Rude (manager), Billy Gunn, X-Pac, Road Dogg, a do końca istnienia teamu Hornswoggle jako maskotka DX.
Koniec D-Generation X nastąpił po Wrestlemanii XXVI, gdyż The Undertaker pokonał Shawna Michaelsa i tym samym zakończył jego 25-letnią karierę zawodową. Na kolejnej Wrestlemanii (XXVII) Triple H przegrał z Undertakerem i doznał kontuzji.

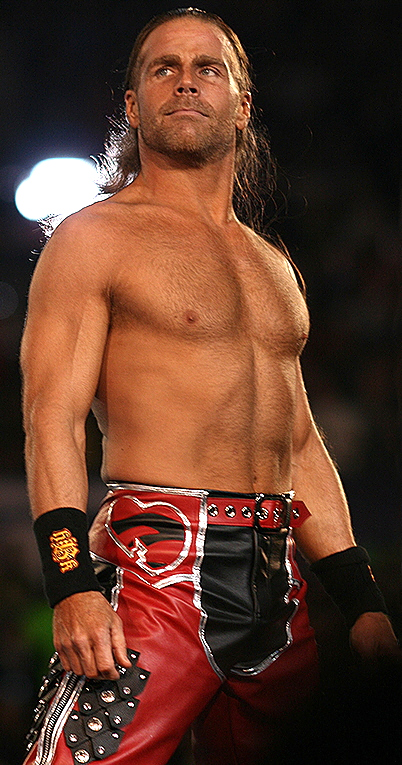
Shawn Michaels, HeartBreak Kid, Mr. Wrestlemania, Showstopper

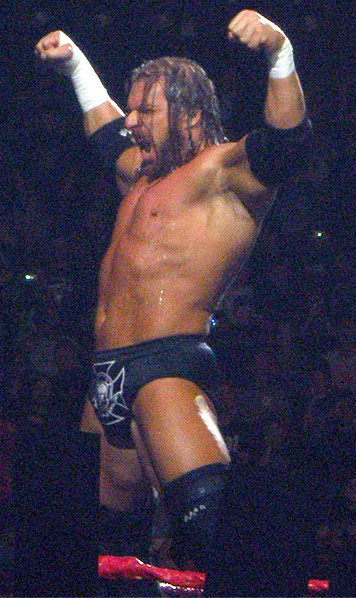
Triple H, Hunter Hearst Helmsley, The Game, The King of Kings

## Ważniejsze wydarzenia DX 2009/2010
- 3 sierpnia 2009 - Raw, Handicap match 2 vs 1. Legacy vs. Triple H. The Game przegrał i powiedział: "Co myślicie na powrót Generation?". Powrót DX miał miejsce na Raw 2 tygodnie później, lecz zaatakowało ich Legacy.
- 23 sierpnia - SummerSlam (2009). DX vs. Legacy. 20-minutową walkę wygrało DX.
- 13 września - WWE Breaking Point 2009. Submission Counts Anywhere match, D-X wytrzymało prawie 22 min. W końcu HBK poddał się.
- 4 października - WWE Hell in a Cell 2009, Hell in a Cell match - rewanż DX vs. Legacy. Legacy zaatakowało Triple H'a przed walką. Hunter leżał nieprzytomny przy wyjściu z hali, kiedy HBK i Legacy poszli do klatki i rozpoczęli walkę. Gdy Triple H otrząsnął się, nie wiedział co zrobić, gdyż klatka jest zamknięta od wszystkich stron. HHH udał się po kombinerki, otworzył nimi klatkę i zaczął walczyć. Ostatecznie DX zwyciężyło ten długi pojedynek.
- Podczas jednego z Raw, DX pokonało JeriShow (Chris Jericho i The Big Show), lecz pojedynek nie był o zunifikowane pasy mistrzowskie.
- 25 października - WWE Bragging Rights 2009, walka 7 vs. 7: Smackdown vs Raw. DX było kapitanami Raw. Ekipa Raw przegrała poprzez odwrócenie Big Showa.
- 26 października - Raw, Triple H kontra Big Show, No Disqualification Lumberjack match z sędzią Johnem Ceną. Wszyscy zawodnicy, m.in.: Evan Bourne, Shawn Michaels czy John Cena weszli na ring i wykonali swojego finishera na Showie, a Triple H zakładając mu koszulkę SmackDown, wykonał mu Pedigree i wygrał.
- 22 listopada - Survivor Series 2009, Triple Threat match o WWE Championship: John Cena (c) vs HBK vs Triple H. Wygrał Cena.
- 13 grudnia - WWE TLC 2009, DX vs. JeriShow (c) w TLC matchu o WWE Unified Tag Team Championship. D-Generation X zdobywa po raz pierwszy tytuły tag-teamowe.
- 25 grudnia 2010 - WWE SmackDown!, DX (c) kontra Hart Dynasty (Tyson Kidd i DH Smith). Pierwszy raz DX obroniło pasy.

- 11 stycznia 2010 - Raw, DX vs. Chris Jericho i Mike Tyson. Gdy Hornswoggle wszedł na ring  ubrany w kask i strój bokserski, odwrócił uwagę Chrisa i wtedy Mike Tyson ściągnął koszulkę pod którą była koszulka DX i Jericho dostał prawy sierpowy od Mike'a.
- 8 lutego - Raw, Triple Threat Elimination Tag Team match o WWE Unified Tag Team Championship: DX vs. The Miz & Big Show vs. CM Punk & Luke Gallows. Punk z Gallowsem odpadli jako pierwsi. Po długiej walce nagle HBK zmienił się z The Game'm i zaszło między nimi nieporozumienie, co wykorzystał Miz i wraz z Big Showem. HBK powiedział Triple H'owi, że jego kariera jest skończona oraz chciał przejścia na SmackDown, na co nie zgodził się Manager SD Teddy Long. Michaels wykonał mu Sweet Chin Music.
- 21 lutego - WWE Elimination Chamber 2010. Shawn Michaels wykonał Undertakerowi Sweet Chin Music i pozbawił go pasa wagi ciężkiej. Dzień później Undertaker zgodził się na walkę z Michaelsem na WrestleManii 26, ale jeśli Shawn przegra, skończy karierę.
- 1 marca - Raw, rewanż DX vs. ShoMiz (c) o pasy tag-teamowe. Gdy Shawn szykował się na Sweet Chin Music na Mizie, na ekranie pokazał się Undertaker i rozproszył HBK'a. przez co ShoMiz obronili pasy.
- 28 marca - WrestleMania XXVI, Carrer vs. Streak: HBK vs. The Undertaker. Shawn przegrał, co oznaczało koniec jego kariery oraz D-Generation X. Dzień później Shawn pożegnał się z całym WWE, fanami oraz szczególnie z Triple H'em.

## We wrestlingu

### Mistrzostwa i osiągnięcia teamu
- World Wrestling Federation/Entertainment
- WWF/E Championship (4 razy)- Michaels (1), Triple H (3)[1]
- WWF/E European Championship (5 razy)- Shawn Michaels (1),  Triple H (2),  X-Pac (2)[2]
- WWF Hardcore Championship (2 razy) - Road Dogg (1),  Billy Gunn (1)[3]
- WWF Intercontinental Championship (5 razy) - Triple H (2),  Road Dogg (1), Chyna (2)[4]
- WWF/E World Tag Team Championship (8 razy) –  Road Dogg & Billy Gunn (4),  X-Pac & Kane (2), Triple H & Shawn Michaels (2), Shawn Michaels & John Cena (1)[5]
- WWE Tag Team Championship (1 raz) - Triple H & Shawn Michaels[6]
- WWF Women's Championship (2 razy) – Stephanie McMahon-Helmsley (1), Chyna (1)[7]
- "Worst Feud of the Year" (2006) - Michaels & HHH vs. Vince and Shane McMahon
- WWE Hall of Fame (2019) - Triple H, Shawn Michaels, Chyna (pośmiertnie), X-Pac, Billy Gunn, Road Dogg[8]

### Inne
- Finishery teamu
- Sweet Chin Music - (Shawn Michaels) + Pedigree (Triple H) (2006 – 2010).

- Rozpoznawalne ciosy
- Double DDT
- Facebreaker knee smash (Triple H) + Inverted atomic drop (Sh. Michaels).
- Kombinacja Sharpshooter + Crossface
- Spinning spinebuster (Triple H) + (Diving elbow drop) (Sh. Michaels).

- Muzyka wejściowa
- "Break It Down" - Chris Warren (1997–1998)
- "The Kings" - Run-D.M.C. (2000)
- "Are You Ready?" (2006 - 2010)
- "Who I am?" - Chyna (2000-2001)